# Cratère d'Obolon
L'astroblème d'Obolon est un cratère d'impact souterrain situé à environ 200 km au sud-est de Kiev en Ukraine. Son diamètre est de 18 km et son âge a été estimé à 169 millions d'années. Le site a fait l'objet de plusieurs forages, dans le cadre d'une prospection pétrolière en 1966-1967, qui ont permis de révéler la présence d'impactites ainsi que celle de chlore en haute teneur, ce qui suggère que la zone aurait pu être recouverte d'une mer peu profonde au moment de l'impact,.